# Комітет державної безпеки (Болгарія)
Комітет державної безпеки (болг. Комитет за държавна сигурност) або ДС, КДС — орган виконавчої влади в Народній Республіці Болгарії, який поєднував спецслужби та політичну поліцію.

## Структура
- Перше головне управління — зовнішня розвідка. Наступник з 1990 року — Національна служба розвідки
- Друге головне управління — контррозвідка. Нині — Національна служба безпеки
- Третє управління — військова контррозвідка
- Четверте управління
  - Оперативно-технічне (до 1986)
  - Економічне (з 1986)
- П'яте управління — безпека й охорона (УБО), забезпечувало охорону вищих чиновників та керівників БКП. Нині — Національна служба охорони.
- Шосте управління — внутрішня безпека та політичний розшук. У теперішній час — Головна дирекція з боротьби з організованою злочинністю. Включало такі відділи:
  - Перший відділ — робота з інтелігенцією. Під його контролем перебували творчі союзи письменників, художників, журналістів, музикантів, перекладачів, кінематографістів.
  - Другий відділ — робота зі студентами.
  - Третій відділ відповідав за духовенство, євреїв, вірменів, білоемігрантів.
  - Четвертий відділ спеціалізувався на організаціях турецьких та македонських націоналістів (але цей відділ також переслідує болгарських націоналістів, які хочуть, щоб Народна Республіка Болгарія вела більш активну політику в македонському питанні, протидіючи радянському тиску на користь Югославії, і до часткової реабілітації болгарського націоналізму в македонському питанні в 1963 році - і тих, хто відстоює погляд, що місцеве слов'янське населення Македонії має болгарське походження).[1]
  - П'ятий відділ засилав агентуру до нелегальних політичних партій.
  - Шостий відділ стежив за комуністами, які виявляли маоїзм та антипартійну діяльність.
  - Сьомий відділ відповідав за інформаційний аналіз.
- Центральна інформаційно-аналітична служба (у 1980-их роках — управління)

## Співробітники
Комісія з розсекречування архівів, яка працювала після падіння режиму Тодора Живкова, показала, що до 10 % чиновників та підприємців сучасної Болгарії входили до числа співробітників (штатних і позаштатних) ДС. Найвідомішим розкритим випадком було досьє президента Болгарії Георгія Пирванова, який працював під псевдонімом Гоце.
Відомо багато генералів ДС: Бріго Аспарухов, Георгій Ламбов, Кірчо Кіров, Любен Гоцев, Тодор Бояджиєв.

## Діяльність
ДС була потужною силовою структурою на службі БКП, що здійснювала політичні репресії в ході боротьби з «імперіалістичними шпигунами», «ворогами народу» й «ворогами партії». ДС відома тісними зв'язками з КДБ.
Однією з найважливіших задач болгарського КДБ у перші роки становлення комуністичної влади в країні була боротьба з горянами.
До числа подій, ініційованих та здійснених ДС, належать:
- Болгаризація помаків і турків;
- Убивство письменника-перебіжчика Георгія Маркова;
- Спроба убивства журналіста Владимира Костова.

Викликає суперечки участь болгарських спецслужб у замаху на римського папу Іоанна Павла II 1981 року.
Неодноразово висувались міжнародні звинувачення ДС в активній участі в контрабандній торгівлі зброєю, наркотиками, алкоголем, антикваріатом

## Голови
| # | ПІБ               | Період    |
| - | ----------------- | --------- |
| 1 | Димо Дичев        | 1944-1949 |
| 2 | Іван Райков       | 1949-1951 |
| 3 | Георгій Кумбалієв | 1952-1960 |
| 4 | Ангел Солаков     | 1960-1969 |
| 5 | Мірчо Спасов      | 1969-1973 |
| 6 | Григор Шопов      | 1973-1990 |